# اندیس وانشان
وانشان یک اندیس مصالح ساختمانی است که در حوالی شهر گلپایگان استان اصفهان قرار دارد و مادهٔ معدنی موجود در آن، سنگ لاشه آهکی است.  